# Jay Hoggard

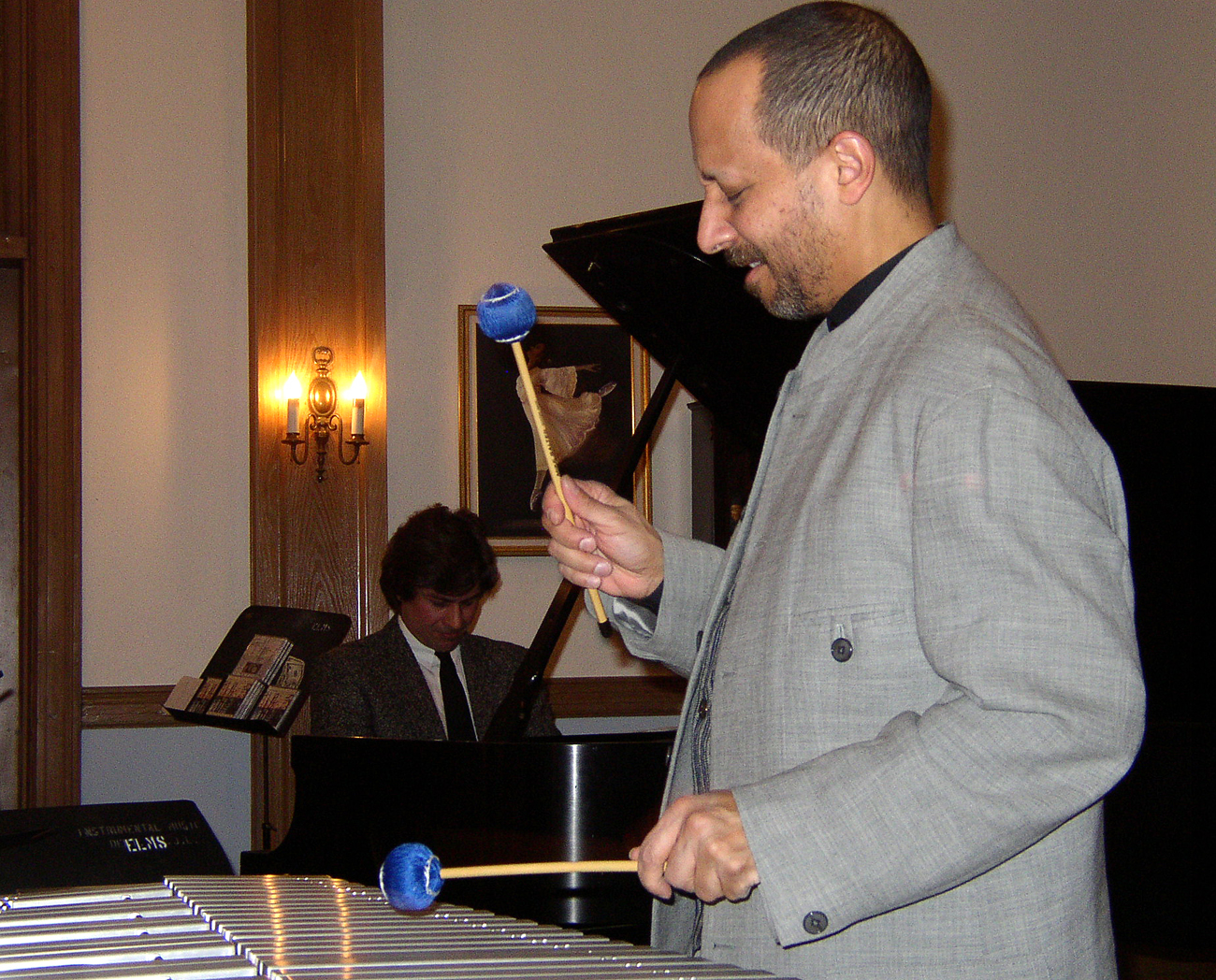
Jay Hoggard bei einem Auftritt mit Christopher Bakriges im Hintergrund am Klavier, 24. Februar 2005, College of the Elms, Chicopee, MA.

Jay Hoggard (* 28. September 1954 in New York City) ist ein US-amerikanischer Vibraphonist des Modern Jazz. Er spielt außerdem Xylophon und Balaphon.

## Leben
Jay Hoggard spielte zunächst Klavier und Saxophon, wechselte dann aber in den 1960er Jahren zum Vibraphon als seinem Hauptinstrument. In New Haven in New England studierte er Musik und arbeitete dort in den 1970er Jahren mit Anthony Davis und Wadada Leo Smith, zog dann 1988 nach New York City, wo er erneut mit Davis sowie mit Chico Freeman spielte (zu hören auf dem Album "Spirit Sensitive" von 1978), außerdem mit Bill Barron, John Blake, Bobby McFerrin, James Newton, John Purcell, Sam Rivers, Cecil Taylor, James Newton und Kenny Burrell ("Guiding Spirit", 1989). 1992 wirkte er bei Anthony Braxtons Big Band Produktion "Four (Ensemble) Compositions" mit. Hoggard nahm seit 1978 für die Label "India Navigation", Muse" sowie  Contemporary einige Alben unter eigenem Namen auf, wie das vielbeachtete Album "Overview" mit Geri Allen, Ed Rozie und Freddie Waits im Jahr 1989.  Im Jahr 2000 wirkte er bei Oliver Lakes Album "Talkin' Stick" mit. Hoggard unterrichtet in New Haven an der Wesleyan University, deren Jazzband er leitet.

## Diskografische Hinweise
Als Leader
- Solo Vibraphone (India Navigation, 1978)
- Days Like These (Arista GRP, 1979)
- Rain Forest (OJC, 1980)
- Riverside Dance (India Navigation, 1985)
- The Little Tiger (Muse, 1990)
- Something 'Bout Believing (Twin Records, 1999)
- The Right Place (JHVM, 2003)
- Songs of Spiritual Love (JHVM, 2005)
- Swing 'Em Gates (JHVM, 2007)
- Christmas Vibes All Thru the Year (2012)

Als Sideman
- Chico Freeman: No Time Left (Black Saint, 1979)
- James Newton: Water Mystery (Gramavision, 1985)
- Taylor Ho Bynum: Enter the Plustet (2016)